# Кравченко, Николай Михайлович
Никола́й Миха́йлович Кра́вченко (1926—2012) — советский хозяйственный, государственный и политический деятель, Герой Социалистического Труда.

## Биография
Родился в 1926 году в селе Алексеевка. Украинец. Член КПСС с 1951 года.
Участник Великой Отечественной войны. С 1951 года — на хозяйственной, общественной и политической работе. В 1951—1987 гг. — участковый инспектор Мустаевской районной инспектуры ЦСУ в селе Мустаево, председатель Бородинского сельсовета Мустаевского района Чкаловской области, инструктор, заведующий организационным отделом Мустаевского райкома КПСС, председатель колхоза имени Карла Маркса Ташлинского района Оренбургской области.
Указом Президиума Верховного Совета СССР от 8 апреля 1971 года присвоено звание Героя Социалистического Труда с вручением ордена Ленина и золотой медали «Серп и Молот».
Избирался депутатом Верховного Совета СССР 9-го созыва. Делегат XXIV съезда КПСС.
Умер в Ташлинском районе в 2012 году. Похоронен на кладбище посёлка Пригородный Оренбургской области.